# Orthopsittaca manilatus
Orthopsittaca manilatus este o pasăre din familia papagalilor (Psittacidae) și singurul membru al genului Orthopsittaca. Este endemică în America de Sud amazoniană tropicală (precum și în insula Trinidad din Caraibe), din Columbia spre sud până în Peru și Bolivia amazoniene, precum și în Brazilia centrală până în nord-vestiul Cerrado.

## Taxonomie
Orthopsittaca manilatus a fost descris de polimatul francez Georges-Louis Leclerc, conte de Buffon, în 1780, în lucrarea sa Histoire Naturelle des Oiseaux, pornind de la un specimen colectat în Cayenne, Guiana Franceză. Pasărea a fost, de asemenea, ilustrată într-o planșă colorată manual și gravată de François-Nicolas Martinet în Planches Enluminées D'Histoire Naturelle care a fost produsă sub supravegherea lui Edme-Louis Daubenton pentru a însoți textul lui Buffon. Descrierea lui Buffon nu includea un nume științific, dar în 1783 naturalistul olandez Pieter Boddaert a inventat numele binomial Psittacus manilatus în catalogul său al Planches Enluminées. În prezent este singura specie plasată în genul Orthopsittaca, care a fost introdus de ornitologul american Robert Ridgway în 1912. Specia este monotipică. Numele generic combină greaca veche orthos care înseamnă "drept" și psittakē care înseamnă "papagal". Epitetul specific combină latinescul manus care înseamnă „mână” și latus care înseamnă „lat”.